# Duyệt web theo thẻ

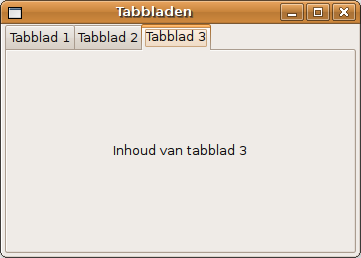

Duyệt web theo thẻ nói tới việc sử dụng các trình duyệt web cho phép nhiều thẻ (cửa sổ con) được mở trong một cửa sổ trình duyệt, mỗi thẻ hiển thị một trang web. Vào năm 2006, hầu hết các trình duyệt web đều hỗ trợ duyệt web theo thẻ. NetCaptor vào năm 1998, sau đó là IBrowse vào năm 1999, rồi Opera vào năm 2000, Mozilla vào năm 2001, Konqueror và Safari vào năm 2003 và Internet Explorer 7 vào năm 2006. Google Chrome, phát hành vào năm 2008, cũng có khả năng duyệt web theo thẻ.